# Louis le Sauteur
Louis le Sauteur (en allemand : Ludwig der Springer), né vers 1042 et mort le 8 mai 1123 à l'abbaye de Reinhardsbrunn près de Friedrichroda, est un prince souverain  allemand. Il fut comte (Graf) en Thuringe à partir de 1056 et jusqu'à sa mort. Peu de choses sont connues sur lui, même s'il est l'objet de nombreuses légendes. 

## Biographie
Louis est le fils de Louis le Barbu, membre de la noblesse de Franconie, qui vers 1040 fut inféodé avec un domaine au nord de la forêt de Thuringe. Il est un ancêtre de la dynastie des Ludowinges régnant sur le landgraviat de Thuringe de 1131 jusqu'à 1247. Louis le Sauteur est baptisé dans l'église paroissiale de Altenbergen (aujourd'hui une partie de la commune de Leinatal). Vers 1080, Louis et son frère Beringe fondent le prieuré de Schönrain sur le Main. Dans un document daté de 1100, les deux frères sont appelés « de Schauenburg », d'après le nom d'un château que leur père a construit à proximité de Friedrichroda.
Selon la légende, Louis reçoit son surnom « le Sauteur » après avoir sauté dans la rivière Saale pour s'échapper alors qu'il était captif[réf. souhaitée]. En effet, lors d'une tentative pour prendre possession du palatinat de Saxe, à l'ouest de la Saale et au nord de l'Unstrut, il poignarde le comte palatin Frédéric III de Goseck. Il est arrêté et incarcéré au château de Giebichenstein à Halle. Après trois ans de captivité, il redoute d'être exécuté. Il s'échappe de la tour du château en sautant dans la Saale, son serviteur l'attendait avec un bateau et son cheval favori. En expiation du meurtre de Frédéric, il construit l'église de Saint-Ulrici à Sangerhausen et, en 1085, fonde ultérieurement l'abbaye de Reinhardsbrunn, qui devient l'abbaye de la famille des Ludowinges.

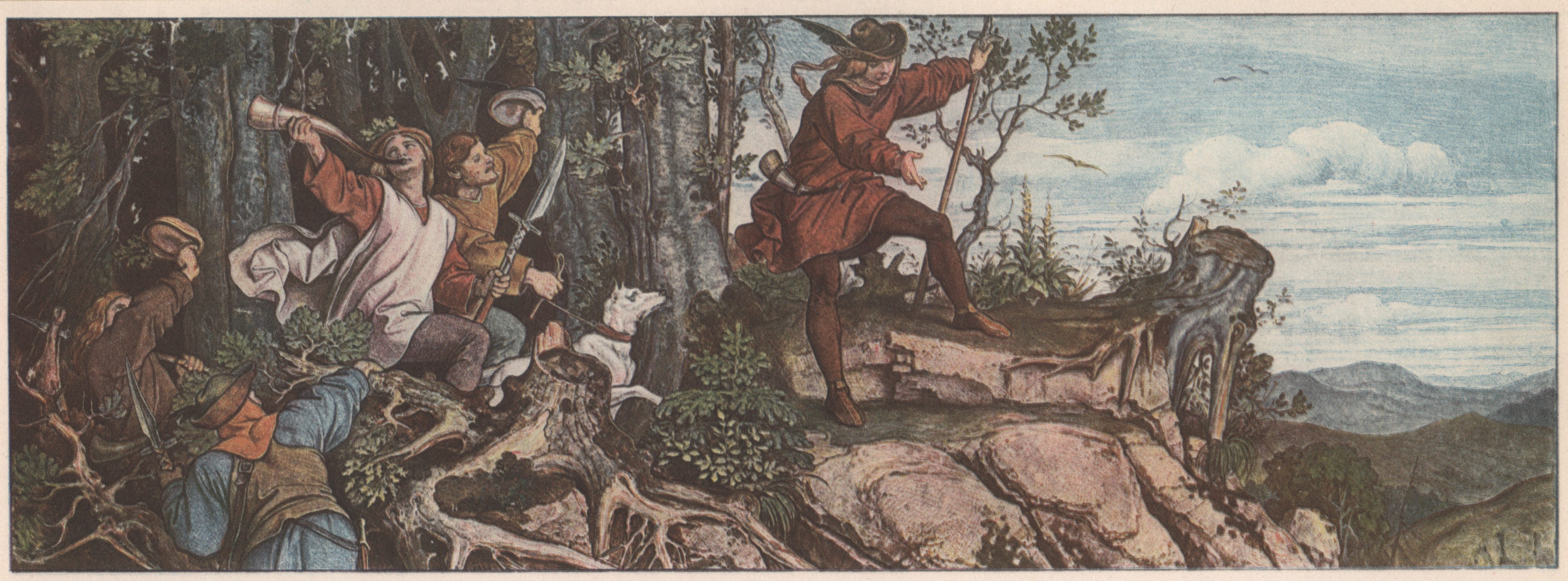
La fondation de la Wartbourg, fresque de Moritz von Schwind (1855).

Une autre légende veut que Louis fit construire le château de la Wartbourg vers l'an 1067. Bien qu'aucun pied de terrain ne lui appartînt, il fit apporter de grandes quantités des terres de ses domaines, sur lesquelles il construisit ensuite la forteresse qui devint le berceau du landgraviat de Thuringe. Néanmoins, Louis n'est pas nommé landgrave, son fils Louis Ier de Thuringe est le premier membre de la dynastie qui a reçu ce titre.
Louis s'est opposé aux empereurs de la dynastie salienne, Henri IV et son fils Henri V, durant la querelle des Investitures. La Wartbourg fut également une base stratégique importante lors des conflits armés qui opposèrent la Saxe et la Thuringe, alliées, à l'autorité impériale.

## Mariage et descendance
Louis s'est marié avec Adélaïde de Stade, la veuve du comte palatin Frédéric III de Goseck avec laquelle il a eu huit enfants :
- Herman (mort en 1114 en captivité impériale) ;
- Louis Ier de Thuringe (mort en 1140) ;
- Henri Raspe I (né vers 1095, mort en 1130) ;
- Udo I, évêque de Naumburg (mort en 1148) ;
- Kunigunde ;
- Cicilia (morte en 1141), mariée au comte Gerlach I de Veldenz ;
- Adelaide, mariée à Ulrich II de Weimar-Orlamünde ;
- Conrad.